# مدار ۸۴ درجه شمالی
مدار ۸۴ درجه شمالی بالاترین عرض جغرافیایی در مختصات قائم الزاویه (مرکاتور) است، از این مدار تا مدار ۸۰ درجه جنوبی در سیستم تصویر UTM قرار گرفته و زون بندی و ناحیه بندی می‌شوند و به ۲۰ ناحیه تقسیم می‌شوند این ناحیه‌ها از C تا X نامگذاری می‌شوند و مدار ۸۴ درجه شمالی بالاترین عرض جغرافیایی در ناحیه X است.
قسمت بالاتر از مدار ۸۴ درجه شمالی در سیستم تصویر UPS قرار گرفته و دو ناحیه Y و Z را در بر می‌گیرد.